# Karmelo Landa
Karmelo Landa Mendibe (Ea, Vizcaya, 16 de julio de 1952) es un político español de ideología independentista vasca. Fue europarlamentario (1990-94) y parlamentario vasco (1994-98) por la coalición independentista Herri Batasuna, de la que también fue dirigente.

## Biografía

### Perfil personal
Karmelo Landa nació en la pequeña localidad costera vizcaína de Ea en 1952 en el seno de una familia vinculada a la mar. Es hermano del presentador televisivo y periodista Klaudio Landa, de la EITB, la radiotelevisión pública vasca. Se licenció en Historia Moderna y Contemporánea en la Universidad de Deusto, donde también estudió Filosofía y Letras. Durante la Transición Española militó en la organización comunista EMK y participó en revueltas estudiantiles. A partir de 1973 trabajó como profesor de ikastolas, primero en Guernica y luego en el barrio bilbaíno de Deusto. También colaboró con revistas realizadas en euskera. En 1980 obtuvo un puesto de profesor en la Facultad de Ciencias Sociales y de la Información de la Universidad del País Vasco. En esta facultad ocupó los cargos de vicedecano y responsable de la sección de euskera. Fue también miembro de la Junta de Gobierno de la Universidad del País Vasco y de la comisión de euskera de la misma.

### Carrera política
En junio de 1989 ocupó el segundo lugar de las listas de Herri Batasuna al Parlamento Europeo. Aunque HB obtuvo un solo escaño en esas elecciones, la dimisión de Txema Montero, número uno de la candidatura el 6 de septiembre de 1990, convirtió a Landa en europarlamentario. Lo fue hasta las elecciones europeas del 12 de junio de 1994. En esas elecciones fue cabeza de lista de HB, pero la coalición abertzale no logró renovar su escaño. Ese mismo año, en octubre, fue elegido parlamentario vasco dentro de la candidatura de HB. Fue el número uno de la lista de Vizcaya y candidato no oficial a lehendakari de HB en dichas elecciones.
Karmelo Landa formó parte del equipo de HB que actuó de intermediario, con el visto bueno del Ministerio de Interior, con los terroristas deportados en Santo Domingo en los últimos años del Gobierno socialista de Felipe González.
En 1995 fue elegido miembro de la Mesa Nacional de Herri Batasuna. Durante ese periodo, entre 1994 y 1997, fue uno de los rostros más conocidos de Herri Batasuna, al ejercer como portavoz de la coalición tanto dentro como fuera del Parlamento Vasco.
En la campaña de las elecciones generales de 1996, Herri Batasuna difundió un vídeo del grupo terrorista ETA en las cuñas publicitarias gratuitas que tenía durante la campaña. Por este hecho, la Audiencia Nacional abrió una causa por el delito de colaboración con banda armada contra todos los miembros de la Mesa Nacional de HB, entre ellos el propio Landa. Cuando el 5 de febrero de 1997 fue llamado a declarar, Landa huyó a Bélgica junto con otros dirigentes de Herri Batasuna, para evitar su procesamiento.
El 11 de abril de 1997 regresó a España, fue detenido en la frontera de Irún y encarcelado. Cuando el Tribunal Supremo le condenó en enero de 1998 tuvo que renunciar a su puesto como parlamentario vasco al quedar inhabilitado para ejercer cargos públicos. Tras permanecer 20 meses en la cárcel, el 20 de julio de 1999 el Tribunal Constitucional anuló la sentencia del Supremo y todos los miembros de la Mesa Nacional, entre ellos Karmelo Landa, fueron liberados. 
Durante el periodo que permaneció en la cárcel, Landa y los otros dirigentes de HB encarcelados perdieron poder político y presencia mediática frente a la nueva generación de líderes que les reemplazó: Arnaldo Otegi, Joseba Permach, etc.
El 12 de febrero de 2000 fue elegido por la Asamblea Nacional de HB encargado de la sección institucional de la coalición. Cuando en 2001 HB se refundó en el partido político Batasuna, Landa fue elegido miembro de la Mesa de Vizcaya, pero no de la Mesa Nacional.
Tras la suspensión de las actividades de Batasuna en 2002, Karmelo Landa fue uno de los dirigentes de Batasuna acusados de pertenencia a banda armada en el marco del complejo terrorista liderado por ETA. Fue procesado por este delito en enero de 2005.
Entre 2002 y 2006 fue representante del Parlamento Vasco en el Consejo de Administración de EITB.
En febrero de 2008 fue detenido por orden del juez Baltasar Garzón acusado de pertenencia a banda armada. El Grupo de Trabajo para Detenciones Arbitrarias de Naciones Unidas, consideró la actuación de la Audiencia Nacional en materia antiterrorista como "problemática y exacerbada". Por ello, la Asociación Española para el Derecho Internacional de los Derechos Humanos, exigió al Estado español su puesta en libertad. Fue condenado a un año y diez meses por el caso de las herriko tabernas,
por lo que no tuvo que ingresar en prisión.
Entre 2013 y 2017 volvió a ser representante del Parlamento Vasco en el Consejo de Administración de EITB.